# PHPUnit
PHPUnitとは、 PHPプログラミング言語用の単体テストを行うためのフレームワークである。 SUnitを起源としてJUnitで一般的になった、xUnitの設計を元にした単体テスト(以下ユニットテスト)のフレームワークの１つ。 PHPUnitは Sebastian Bergmann 氏によって作成・維持され、GitHub上で有志により開発されている。 

## 目的
PHPUnitは「開発者は、新しくコミットされたコードの誤りをすばやく見つけ、コードの他の部分で不具合やバグが発生していないと明言できる必要がある」という考えに基づいている。 他のユニットテストのフレームワークと同様に、PHPUnitはアサーションを使用して、テストされている特定のコンポーネント、または「ユニット」の動作が期待どおりに動作することを確認する。 

## 利点
ユニットテストの目標は、プログラムを部分ごとに分離し、個々の部分が正しく動作することを示すことにある。 ユニットテストは、コードの各部分が満たさなければならない要件を書き示したものとして機能する。 その結果として、ユニットテストがあることにより問題を開発サイクルの早い段階で見つけることができる。 
PHPUnitは、 JUnit XMLやTestDoxなど、さまざまな形式でテスト結果を出力できる。